# Maga (Camerún)
Maga es una comuna camerunesa perteneciente al departamento de Mayo-Danay de la región del Extremo Norte.
En 2005 tenía 85 100 habitantes, de los que 15 701 vivían en la capital comunal homónima.
Se ubica unos 70 km al este de Maroua, junto a la frontera con Chad marcada por el río Logone.

## Localidades
Comprende, además de la ciudad de Maga, las siguientes localidades:
- Bara
- Bla
- Bourmi
- Dawaya
- Déga
- Dokney
- Gaba
- Galang
- Gamak
- Gogom
- Goulmoun
- Gourgouley
- Graha
- Guirvidig
- Houra
- Kalang
- Kay Kay
- Kay Kay Mousgom
- Kayam
- Kayang
- Kéraha
- Mabou
- Mahiria
- Malamé
- Maleïa
- Manaka
- Maola
- Massa
- Mazera
- Mewi
- Morbouna
- Mougou
- Mourla
- Ngoulmoun
- Pidimié
- Pouss
- Varay
- Yiho
- Zarbay
- Ziam